# Offside (manga)
Offside (オフサイド?, Ofusaido) è un manga di genere spokon di Natsuko Heiuchi, pubblicato da Kōdansha sulla rivista Weekly Shōnen Magazine dal 22 gennaio 1987 al 15 aprile 1992, dopo un primo capitolo pubblicato sulla stessa rivista il 18 marzo 1983. L'autrice usò il suo vero nome solo dall'inizio del 1989 con il capitolo 96; in precedenza usava lo pseudonimo di Masato Heiuchi (塀内 真人?, Heiuchi Masato).
Dal manga è stato tratto nel 1993 un OAV di 60 minuti diretto da Hisashi Abe. È stato pubblicato in Giappone il 22 gennaio 1993.
Nel 2001 è stata poi prodotta dalla Ashi Productions una serie anime televisiva in 39 episodi, trasmessa in Giappone dal 10 maggio 2001 al 31 gennaio 2002 sul canale Animax. L'anime in Italia è stato trasmesso nel 2010 sul canale Hiro con lo stesso titolo, tuttavia gli episodi trasmessi la domenica venivano oscurati sul digitale terrestre per trasmettere le partite di calcio su altri canali di Mediaset Premium, costringendo chi volesse continuare a seguire con continuità la serie a farlo durante la replica notturna delle 4:10.

## Trama
Il protagonista della serie è Goro Kumagaya, un ragazzo dal carattere tollerante, ma che diventa impulsivo e violento qualora vengano calpestati i suoi valori morali. Gioca nel ruolo di portiere e vorrebbe entrare nell'istituto Yokonan, famoso per il suo club di calcio, ma viene respinto per l'altissima competizione. Così finisce per iscriversi al liceo Kawako, con l'intenzione di vendicarsi battendo la squadra del Yokonan.
Col passare del tempo Goro modificherà il suo ruolo sul campo, da portiere a centrocampista e trasformerà la propria squadra facendola diventare la più forte del Paese e diventando egli stesso il giocatore più forte del Giappone.
Convocato nella Nazionale giapponese giovanile, Goro, assieme ai suoi compagni, si ritroverà a disputare in Italia il Mondiale under 20; dopo aver superato la Francia per 2-1 in semifinale, i giovani giapponesi si dovranno arrendere per 3-2, nella finale di San Siro, all'Italia del talento Mastrogianni, autore nei supplementari del golden goal decisivo un minuto dopo aver fermato sulla linea di porta un tiro a botta sicura di Goro.
Alla fine della serie Goro si trasferirà in Italia per giocare in una grande squadra.

## Personaggi
- Goro Kumagaya (熊谷 五郎?, Kumagaya Gorō)
- Hideki Yakumaru (薬丸 英樹?, Yakumaru Hideki)
- Shingo Sato (佐藤 真悟?, Satō Shingo)
- Nagisa Ito (伊藤 渚?, Itō Nagisa)
- Yukiko Oda (織田 由樹子?, Oda Yukiko)
- Kazuhito Oda (織田 和仁?, Oda Kazuhito)
- Katsuhiko Hibino (日比野 勝彦?, Hibino Katsuhiko)
- Yoshihiko Hibino (日比野 慶彦?, Hibino Yoshihiko)
- Jean (ジャン・トレゾール?, Jan Torezōru, Jean Tresor)
- Antonio (ペル・アントニオ?, Peru Antonio), personaggio che appare solo nell'anime televisivo.
- Takayanagi (高柳?)
- Noriyuki Akechi (明智 紀之?, Akechi Noriyuki)
- Wataru Arimoto (有本 渉?, Arimoto Wataru)

## Edizionitankōbon
I capitoli del manga sono stati raccolti in Giappone in tre edizioni in volumi tankōbon:
- un'edizione in 29 volumi con l'etichetta Kōdansha Comics[5], pubblicata dal 12 giugno 1987[6] al 12 maggio 1992[7];
- un'edizione in 15 volumi con l'etichetta KC Special[5], pubblicata da maggio 1994[8] a luglio 1995[9];
- un'edizione in 15 volumi con l'etichetta Kōdansha Manga Bunko[5], pubblicata dal 12 settembre 2000[10] al 9 marzo 2001[11].

## Anime

### Sigle
Sigla dell'OAV
- TAKE ANOTHER CHANCE, interpretata da Masaki Ueda.[12]

Sigla di apertura della serie televisiva
- Daisuki na shoes (大好きなシューズ?, Daisuki na shūzu, lett. "Le scarpe che mi piacciono"), interpretata da Chieko Higuchi.

Sigla di chiusura della serie televisiva
- Deary, interpretata da Chieko Higuchi.[3]

Nell'edizione italiana dell'anime sono state utilizzate le sigle originali giapponesi.

### Doppiaggio
| Personaggi              | Voce giapponese (1993) | Voce giapponese (2001-2002) | Voce italiana        |
| ----------------------- | ---------------------- | --------------------------- | -------------------- |
| Goro Kumagaya           | Ryōtarō Okiayu         | Hiroshi Tsuchida            | Lorenzo Scattorin    |
| Nagisa Ito              | Noriko Hidaka          | Chieko Higuchi              | Emanuela Pacotto     |
| Hideki Yakumaru         | Shigeru Nakahara       | Atsushi Kisaichi            | Massimo Di Benedetto |
| Shingo Sato             | Ryō Horikawa           | Shigeru Shibuya             | Alessandro Rigotti   |
| Noriyuki Akechi         | -                      | Takahiro Sakurai            |                      |
| Katsuhiko "Hiko" Hibino | -                      | Hiroshi Kamiya              | Davide Garbolino     |
| Yoshihiko Hibino        | Jun'ichi Kanemaru      | Nobutoshi Canna             | Felice Invernici     |
| Wataru Arimoto          | -                      | Kenji Nojima                |                      |
| Yukiko Oda              | -                      | Miki Itō                    | Marcella Silvestri   |
| Kazuhito Oda            | -                      | Yasunori Matsumoto          | Gabriele Calindri    |
| Jean                    | -                      | Ken'ichi Suzumura           |                      |
| Takayanagi              | -                      | Katsuyuki Konishi           |                      |
| Antonio                 | -                      | Osamu Hosoi                 | Gianluca Iacono      |

### Episodi della serie televisiva
| Nº | Titolo italiano Giapponese 「Kanji」 - Rōmaji                                       | In onda           | In onda           |
| Nº | Titolo italiano Giapponese 「Kanji」 - Rōmaji                                       | Giapponese        | Italiano          |
| 1  | È iniziato tutto così 「運命のオフサイド」 - Enmei no ofusaido                      | 10 maggio 2001    | 8 settembre 2010  |
| 2  | Cento rigori 「PK百本セーブ」 - Pī Kei Momomoto Sēbu                                | 17 maggio 2001    | 9 settembre 2010  |
| 3  | La prima partita fra rivali 「ライバル初対決!」 - Raiberu hatsu taiketsu            | 24 maggio 2001    | 10 settembre 2010 |
| 4  | I turni di qualificazione 「インターハイ予選開始」 - Intāhai yosen kaishi           | 31 maggio 2001    | 11 settembre 2010 |
| 5  | La rivincita di Oda 「激闘インターハイ予選」 - Gekitō intāhai yosen                 | 7 giugno 2001     | 12 settembre 2010 |
| 6  | Gli ultimi due minuti 「ロスタイムの攻防」 - Rosutaimu no kōbō                      | 14 giugno 2001    | 13 settembre 2010 |
| 7  | È nato un attaccante 「ストライカー誕生」 - Sutoraikā tanjō                         | 21 giugno 2001    | 14 settembre 2010 |
| 8  | Campionato invernale 「冬の選手権キックオフ」 - Fuyu no senshuken kikkuofu          | 28 giugno 2001    | 15 settembre 2010 |
| 9  | Kawako contro Yokonan 「リベンジ川崎対横浜南」 - Ribenji Kawako tai Yokonan         | 5 luglio 2001     | 16 settembre 2010 |
| 10 | Ultima partita del campionato Oda 「織田ファイナルゲーム」 - Oda final game         | 12 luglio 2001    | 17 settembre 2010 |
| 11 | Goro capitano 「キャプテンの自覚」 - Kyaputen no jikaku                             | 19 luglio 2001    | 18 settembre 2010 |
| 12 | Kawako contro Shizuichi 「勝利へのアプローチ」 - Shōri e no approach                | 26 luglio 2001    | 19 settembre 2010 |
| 13 | Fino all'ultimo respiro 「激闘のピリオド」 - Gekitō no piriodo                      | 2 agosto 2001     | 20 settembre 2010 |
| 14 | Per sempre rivali 「宿命のライバル」 - Shukumei no raiberu                          | 9 agosto 2001     | 21 settembre 2010 |
| 15 | Allenamento speciale 「特別メニューの成果」 - Tokubetsu menyū no seika              | 16 agosto 2001    | 22 settembre 2010 |
| 16 | La fierezza di un campione 「エースの誇り」 - Ēsu no hokori                         | 23 agosto 2001    | 23 settembre 2010 |
| 17 | Takashi contro Goro 「茅野VS五郎」 - Kayano VS Gorō                                 | 30 agosto 2001    | 24 settembre 2010 |
| 18 | Rigori sotto la pioggia 「雨中のPK戦」 - Uchū no pī kei ikusa                       | 6 settembre 2001  | 25 settembre 2010 |
| 19 | Una partita difficile 「パワー炸裂鹿児島学院」 - Pawā sakuretsu Kagoshima gakuin    | 13 settembre 2001 | 26 settembre 2010 |
| 20 | Non arrendersi mai 「薬丸! 執念のゴール」 - Yakumaru! Shūnen no gōru                | 20 settembre 2001 | 27 settembre 2010 |
| 21 | La finale 「静一! 王者のサッカー」 - Shuzuichi! Ōja no sakkā                        | 27 settembre 2001 | 28 settembre 2010 |
| 22 | Un'incredibile palla inattiva 「驚異のセットプレー」 - Kyōi no settopurē            | 4 ottobre 2001    | 29 settembre 2010 |
| 23 | Una vittoria triste 「涙のタイムアップ」 - Namida no taimuappu                      | 11 ottobre 2001   | 30 settembre 2010 |
| 24 | La nazionale Under 20 「発進! U-20日本代表」 - Hasshin! U-20 Nihon daihyō           | 18 ottobre 2001   | 1º ottobre 2010   |
| 25 | La nazionale giapponese a Milano 「ミラノのめぐり逢い」 - Mirano no meguriai        | 25 ottobre 2001   | 2 ottobre 2010    |
| 26 | La partita contro la Francia 「華麗なるフランス選抜」 - Karei naru Furansu senbatsu | 1º novembre 2001  | 3 ottobre 2010    |
| 27 | Una serata triste 「哀しみのローマ」 - Kanashimi no Rōma                            | 8 novembre 2001   | 4 ottobre 2010    |
| 28 | Questione d’orgoglio 「プライドを賭けた戦い」 - Pride o kaketa tatakai              | 15 novembre 2001  | 5 ottobre 2010    |
| 29 | Non ho bisogno di nessuno! 「孤高の皇帝フィオ」 - Kokō no kōtei Fio                 | 22 novembre 2001  | 6 ottobre 2010    |
| 30 | Un grande campione 「栄光のカンピオーネ」 - Eikō no campione                        | 29 novembre 2001  | 7 ottobre 2010    |
| 31 | La nuova squadra 「波乱の新チーム」 - Haran no shin chīmu                           | 6 dicembre 2001   | 8 ottobre 2010    |
| 32 | Testa o croce 「運命のコイントス」 - Unmei no kointosu                              | 13 dicembre 2001  | 9 ottobre 2010    |
| 33 | Allenamento fisico 「五郎!パワーアップ」 - Gorō! Power-up                           | 20 dicembre 2001  | 10 ottobre 2010   |
| 34 | Nuovo torneo, nuove sfide 「V2への挑戦」 - V2 e no chōsen                           | 27 dicembre 2001  | 11 ottobre 2010   |
| 35 | Finale: Kawako contro Busou 「蕪双とのラストバトル」 - Busō to no last battle       | 3 gennaio 2002    | 12 ottobre 2010   |
| 36 | Compagni di squadra 「ヒートアップ国立」 - Hītoappu kokuritsu                       | 10 gennaio 2002   | 13 ottobre 2010   |
| 37 | Una brutta caduta 「激突!二人のエース」 - Gekitotsu! Futari no ēsu                  | 17 gennaio 2002   | 14 ottobre 2010   |
| 38 | Verso la vittoria 「勝利へのラストラン」 - Shōri e no last run                      | 24 gennaio 2002   | 15 ottobre 2010   |
| 39 | Kawako per sempre 「永遠のイレブン」 - Eien no irebun                               | 31 gennaio 2002   | 16 ottobre 2010   |